# Hisashi Mizutori
Hisashi Mizutori (水鳥 寿思 ({{{2}}}?); 22 luglio 1980) è un ex ginnasta e allenatore di ginnastica giapponese.

## Biografia
Rappresentò il Giappone ai Giochi olimpici estivi di Atene 2004 in cui si laureò campione olimpico nel concorso a squadre, assieme a Takehiro Kashima, Hiroyuki Tomita, Daisuke Nakano, Naoya Tsukahara e Isao Yoneda.
Dopo il ritiro dall'attività agonistica, divenne allenatore e fu chiamato alla guida della nazionale.

## Palmarès

### Olimpiadi
- 1 medaglia:
  - 1 oro (Atene 2004 a squadre)

### Mondiali
- 6 medaglie:
  - 2 argenti (Melbourne 2005 nell'all-around; Stoccarda 2007 a squadre)
  - 4 bronzi (Aarhus 2006 a squadre; Stoccarda 2007 nell'all-around; Stoccarda 2007 nel corpo libero; Stoccarda 2007 nella sbarra)

### Giochi asiatici
- 4 medaglie:
  - 1 oro (Doha 2006 nella sbarra)
  - 3 argenti (Doha 2006 a squadre; Doha 2006 nell'all-around; Canton 2010 a squadre)